# Horst Koschka
Horst Koschka, né le 8 septembre 1943 à Altenberg, est un biathlète est-allemand.

## Biographie
Aux Jeux olympiques d'hiver de 1972, il est médaillé de bronze sur le relais avec Joachim Meischner, Hansjörg Knauthe et Dieter Speer. Aux Championnats du monde 1970, il obtient aussi la médaille de bronze en relais.
Il aussi pris part aux Jeux olympiques de 1968, arrivant dixième de l'individuel et sixième du relais.
Il devient entraîneur puis juge après sa carrière sportive.

## Palmarès

### Jeux olympiques d'hiver
| Épreuve / Édition | Individuel | Relais |
| ----------------- | ---------- | ------ |
| JO 1968 Grenoble  | 10e        | 6e     |
| JO 1972 Sapporo   | 20e        | Bronze |

### Championnats du monde
- Championnats du monde 1970 à Östersund :
  -  Médaille de bronze en relais.

### National
- Champion de RDA à l'individuel en 1969.